# Ерёмин, Константин Иванович
Константин Иванович Ерёмин (род. 3 мая 1959, Магнитогорск) — советский и российский учёный, доктор технических наук, профессор кафедры испытания сооружений Института Строительства и Архитектуры Московского государственного строительного университета.
Почётный работник высшего профессионального образования Российской Федерации (2003), действительный член ВАН КБ(2008), Почётный строитель России (2004), академик Международной академии наук экологии, безопасности человека и природы (МАНЭБ) (2003), почетный член Чешской палаты строительных экспертов (Чешская Республика) (с 2005 г.), советник Российской академии архитектуры и строительных наук (с 2009 г.), член правления Российской палаты строительных экспертов (РОССТРОЙЭКСПЕРТИЗА).
Лауреат премии Законодательного собрания Челябинской области работникам социальной сферы в области образования (2005), Заслуженный строитель Российской Федерации.
Кроме того, член Комитета по регламенту Национального объединения строителей, руководитель научного портала «Наука и безопасность», одноимённого журнала, а также дайждеста «Обрушения зданий и сооружений». Член Экспертного совета по градостроительной деятельности при комитете Государственной Думы Российской Федерации по строительству и земельным отношениям (с 2009 г.).

## Научная деятельность
Ерёмин является признанным учёным в области предотвращения аварий зданий и сооружений, комплексной безопасности промышленных и гражданских объектов, в том числе стратегически важных технически сложных и уникальных объектов.
Разработанные под руководством Еремина проекты по усилению и реконструкции зданий и сооружений внедрены более чем на 200 предприятиях.
Под руководством профессора Ерёмина К. И. было подготовлено 14 кандидатов наук
Общее количество авторских разработок:
| Проектов                              | Более 400 |
| Построек                              | Более 100 |
| Монографий                            | 12        |
| Учебников                             | 1         |
| Учебных пособий                       | 15        |
| Патентов                              | 5         |
| Авторских свидетельств на изобретения | 7         |
| Научных публикаций                    | 238       |

## Биография
В 1981 году окончил строительный факультет Магнитогорского государственного горно-металлургического института им. Г. И. Носова по специальности «Промышленное и гражданское строительство». В 1984 поступил в очную аспирантуру Московского инженерно-строительного института по специальности 05.23.01 «Строительные конструкции, здания и сооружения».
По окончании аспирантуры, в 1987 году, защитил кандидатскую диссертацию по теме «Ресурс фланцевых соединений при наличии трещиноподобных дефектов сварки». В этом же, 1987 году, приступил к работе на кафедре строительных конструкций архитектурно-строительного факультета Магнитогорского горно-металлургического института им. Г. И. Носова.
В 1990 году избирается на должность декана архитектурно-строительного факультета, в которой проработал до 2008 года. В 1996 г. защитил докторскую диссертацию по теме «Остаточный ресурс циклически нагруженных металлоконструкций с трещиноподобными дефектами», а в 1997 году присвоено учёное звание профессора.
Имеет 30-летний опыт создания и руководства научно-производственными компаниями. Председатель комиссии по Градостроительству Общественной палаты г. Магнитогорска, член технического комитета ТК 366 при Министерстве промышленности и торговли РФ.

### Монографии
- Еремин К. И., Нищета С. А., Изучение действительной работы строительных металлоконструкций: Монография.. — Магнитогорск, 1996, 227 стр.
- Теличенко В. И., Еремин К. И. Безопасность эксплуатируемых зданий и сооружений. Монография-М., 2011, 428 стр.
- Н. А. Махутов, О. И. Лобов, К. И. Еремин и др. Безопасность России. Правовые, социально-экономические и научно-технические аспекты. Безопасность строительного комплекса. М., МГОФ «Знание», 2012, 798 стр.
- К. И. Еремин, А. Н. Шувалов и др. Особенности эксплуатации металлических конструкций промышленных зданий. Монография, М., 2012, 245 стр.
- К. И. Еремин, М. В. Нащекин, Ю.В, Березкина, Н. А. Махутов. Остаточный ресурс циклически нагруженных строительных металлоконструкций. Монография, М., ФГУП «Информрегистр», 2014г, на «cd-r», № госрегистрации электронного издания-0321402250
- K.I. Eremin, V.D. Raizer, V.I.Telichenko Safety assesment of existing bueldings and structures. Монография, М., ФГУП НТЦ «Информрегистр», 2014, на «cd-r», № регистрации электронного издания-0321402604
- Еремин К.И, коллектив авторов. Предотвращение аварий зданий и сооружений. Монография, М., ФГУП НТЦ «Информрегистр», 2014, на «cd-r», № госрегистрации электронного издания-0321401099
- Н. А. Махутов, В. В. Адушкин, К. И. Времин и др. Безопасность России. Правовые, социально-экономические и научно-технические аспекты. Научные основы техногенной безопасности. М., МГОФ «Знание», 2015, 935 стр.
- Н. А. Махутов, К. И. Еремин, коллектив авторов. Безопасность России. Правовые, социально-экономические и научно-технические аспекты. Управление ресурсом эксплуатации высокорисковых объектов. М., МГОФ «Знание», 2015, 600 стр.
- K.I. Eremin, V.D. Raizer, V.I. Telichenko. Safety assesment of existing bueldings and structures. Монография, Stokholm, Sveden: ASV Construction, 2016, 268 p.
- Н.А Махутов, К. И. Еремин, коллектив авторов. Безопасность России. Правовые, социально-экономические и научно-технические аспекты. Фундаментальные и прикладные аспекты комплексной безопасности. М., МГОФ «Знание», 2017, 992 стр.
- К. И. Еремин, В. А. Котлеревский, Н.А Махутов, коллектив авторов. Безопасность России. Правовые, социально-экономические и научно-технические аспекты. Безопасность средств хранения и транспорта энергоресурсов. М., МГОФ «Знание», 2019, 928 стр.

### Учебники
- Ерёмин К.И., Нищета С.А., Пухова О.Н. Металлические конструкции. Общий курс: Учебник. — Магнитогорск, 2004.

### Учебные пособия
- Ерёмин К.И., Нищета С.А. Реконструкция и усиление промышленных зданий с металлическим каркасом: Учебное пособие. — Магнитогорск, 1994.
- Ерёмин К.И., Нищета С.А. Расчет и проектирование строительных металлических конструкций: Учебное пособие. — Магнитогорск, 1994.
- Ерёмин К.И., Нищета С.А., Нащекин М.В. Металлические конструкции промышленных зданий, сооружений и кранов-перегружателей металлургического комплекса: Учебное пособие. — Магнитогорск, 1997.
- Ерёмин К.И., Нищета С.А., Ильина О.Ю. Расчёт и проектирование строительных металлических конструкций: Учебное пособие. — Магнитогорск, 1997.
- Ерёмин К.И., Нищета С.А., Беззубкова Н.Ю. Освидетельствование и техническая эксплуатация строительных металлических конструкций: Учебное пособие. — Магнитогорск, 1997.
- Ерёмин К.И., Нищета С.А., Ильина О.Ю. Металлические конструкции. Общий курс: Учебное пособие. — Магнитогорск, 1998.
- Ерёмин К.И., Пермяков М.Б., Нищета С.А. Реконструкция гражданских зданий: Учебное пособие. — Магнитогорск, 1998.
- К.И. Ерёмин, С.А. Нищета, В.А. Плотников, М.В. Нащекин. Металлические конструкции открытых крановых эстакад, структурных покрытий и вытяжных башен: Учебное пособие. — Магнитогорск, 1998.
- К.И. Ерёмин, С.А. Нищета, М.Б. Пермяков, И.Н. Землянова, С.А. Матвеюшкин. Большепролётные, листовые и высотные сооружения: Учебное пособие. — Магнитогорск, 1998.
- Ерёмин К.И., Нищета С.А. Расчет и проектирование строительных металлических конструкций: Учебное пособие. — Магнитогорск, 2004.
- Ерёмин К.И., Нищета С.А., Нищета А.С., Еремин А.К. Расчет строительных металлических конструкций: Учебное пособие. — Магнитогорск, 2007.
- Ерёмин К.И., Нищета С.А., Пермяков М.Б. Справочное пособие по проектированию металлических конструкций: Учебное пособие. — Магнитогорск, 2000.
- Ерёмин К.И., Нищета С.А., Чернобровенкова О.Н. Расчет и проектирование строительных металлических конструкций: Учебное пособие. 3-е изд.. — Магнитогорск, 2002.
- К.И. Ерёмин, С.А. Матвеюшкин, Е.Л. Алексеева, Ю.С. Кунин. Атлас дефектов и повреждений эксплуатируемых строительных конструкций: Учебно-методическое пособие. — Магнитогорск, 2010.
- К.И. Еремин, М.Б. Пермяков, Г.А. Павлова, К.С. Кузнецов А.Н.Шувалов. Расчет и проектирование металлургических конструкций зданий и сооружений: Учебное пособие. — Магнитогорск, 2011. — 192 с.
- СА-03-006-06. Методические указания по проведению технического обслуживания, ремонта, обследования, анализа промышленной безопасности производственных зданий и сооружений предприятий, эксплуатируемых взрывопожароопасные и химически опасные объекты: Стандарт ассоциации. Ростехэкспертиза. Серия 3. — М.: НПК «РИСКОМ», 2008.

### Сборники трудов
- Предотвращение аварий зданий и сооружений: Ежегодный сб. науч. трудов / Под ред. К.И. Еремина; Рос. акад. архитектуры и строит. наук; Моск. гос. строит. ун-т; Рос. о-во по неразрушающему контролю и техн. диагностике и др.. — М., Магнитогорск, 2002—2011.

### Дайджесты
- Обрушение зданий и сооружений: Дайджест / Под ред. К.И. Еремина. — Магнитогорск, 2009—2011.
- К.И. Ерёмин, Н.А. Махутов, Г.А. Павлова, Н.А. Шишкина. Реестр аварий зданий и сооружений 2001–2010 годов. — М., 2011.

### Статьи
- К.И. Еремин, М.Б. Пермяков, С.А. Нищета. Изучение механических характеристик сталей по толщине // Строительные материалы и изделия : Межвузовский сборник научных трудов. — Магнитогорск: МГТУ, 2000. — ISBN 5-89514-177-3.
- К. И. Еремин, С. А. Матвеюшкин. Особенности экспертизы и неразрушающего контроля строительных металлических конструкций // Предотвращение аварий зданий и сооружений : сб. науч. трудов  / под ред. К. И. Еремина; Рос. акад. архитектуры и строит. наук; Моск. гос. строит. ун-т; Рос. о-во по неразрушающему контролю и техн. диагностике и др.. — М., 2009. — Вып. 8. — С. 2—14. — ISBN 5-7114-0335-4 (978-5-7114-0335-7).
- К. И. Еремин, С. А. Матвеюшкин, Е. Н. Евсеев. Исследование повреждаемости несущих и ограждающих конструкций зданий учреждений образования // Промышленное и гражданское строительство. — 2010. — № 10. — С. 26—28. — ISSN 0869-7019.
- К. И. Еремин, С. А. Матвеюшкин. Анализ надежности несущих конструкций покрытия стальных каркасов одноэтажных промышленных зданий. — 2010. — № 10. — С. 19—21.
- К. И. Еремин, С. А. Матвеюшкин. Анализ риска несущих конструкций покрытий стальных каркасов одноэтажных промышленных зданий // Промышленное и гражданское строительство. — 2011. — № 3. — С. 16—18. — ISSN 0869-7019.
- К. И. Еремин, Г.А. Павлова, А.Н. Шувалов. Анализ повреждаемости листовых линейно-протяженных металлических конструкций в процессе эксплуатации // Промышленное и гражданское строительство. — 2011. — № 3. — С. 12—13. — ISSN 0869-7019.
- К.И Еремин, Е.Л Алексеева. Изучение закономерностей износа несущих конструкций главных корпусов предприятий энергетики // Вестник МГСУ : Научно-технический журнал. — М., 2011. — Т. 2, № 1. — ISSN 1997-0935. Архивировано 9 февраля 2013 года.
- К. И. Еремин. Напряженно-деформированное состояние узлов подкраново-подстропильных ферм. — Промышленное и гражданское строительство, 2012. — № 7. — С. 52—55. — ISSN 0869-7019.
- К. И. Ерёмин, Г. А. Павлова, А. Н. Шувалов. Дефекты сварных соединений листовых конструкций технологических трубопроводов. — Промышленное и гражданское строительство, 2013. — № 1. — С. 65—66. — ISSN 0869-7019.
- К. И. Еремин С.Н Шульга. Закономерность повреждений подкраново-подстропильных ферм на стадии эксплуатации. — Промышленное и гражданское строительство, 2013. — № 4. — С. 34—36. — ISSN 0869-7019.
- К. И. Ерёмин, С. Н. Шульга. Сценарии прогрессирующего обрушения неразрезных подкраново-подстропильных ферм с накопленными усталостными повреждениями. — Промышленное и гражданское строительство, 2014. — № 5. — С. 46—49. — ISSN 0869-7019.